# Эргокальциферол
Эргокальциферо́л (витамин D2) — одна из форм витамина D. Регулирует обмен кальция и фосфора в организме.
Эргокальциферол может поступать в организм только с пищей, в отличие от холекальциферола, который помимо поступления с пищей может вырабатываться кожей человека под действием ультрафиолетового излучения диапазона «B» (обычно под прямыми солнечными лучами). В иных организмах, например диких грибах, эргокальциферол образуется при воздействии ультрафиолета на эргостерол.
Свойства:
Внешний вид: бесцветные призматические кристаллы
Температура плавления (в °C): 121
Вкус, запах, гигроскопичность: без запаха
УФ-спектр: максимум при 265 нм (в эфире или гексане).
С 2012 года эргокальциферол исключён из списка жизненно необходимых и важнейших лекарственных препаратов.

## Синтез кальциферолов из провитаминов
Основное назначение витамина D — поддержание в организме постоянной концентрации Ca2+ и P, что осуществляется участием витамина в регуляции всасывания этих элементов в кишечнике, мобилизации кальция из скелета путём рассасывания предобразованной костной ткани и реабсорбции Са2+ и Р в почечных канальцах. Витамины D2 и D3 всасываются в тонком кишечнике и поступают в печень, где подвергаются гидроксилированию; при этом D3 превращается в 25-гидроксихолекальциферол (25-OH-D3), а D2  — в 25-гидроксиэргокальциферол (25-OH-D2). Это превращение катализирует фермент 25-гидроксилазу. 25-гидроксикальциферолы — основная транспортная форма витамина D в организме. В плазме крови они (как и другие формы витамина) переносятся специфическим транспортным белком — транскальциферином.